# Shake It Up: Live 2 Dance
Shake It Up: Live 2 Dance è la prima compilation della colonna sonora della seconda stagione di A Tutto Ritmo (Shake It Up).

## Tracce CD
1. Whodunit (Adam Hicks & Coco Jones)
2. TTYLXOX (Bella Thorne)
3. Something To Dance For (Zendaya)
4. Up Up & Away (Blush)
5. Show Ya How (Adam Irigoyen & Kenton Duty)
6. Make Your Mark (Drew Ryan Scott)
7. Don't Push Me (Coco Jones)
8. Turn It On (Amber Lily)
9. Moves Like Magic (Adam Trent)
10. Critical (TKO & Nevermind)
11. Bring The Fire (Ylwa)
12. Where's The Party (Jenilee Reyes)
13. Surprise (TKO, Nevermind & SOS)
14. Something To Dance For/TTYLXOX (Zendaya & Bella Thorne)

## Tracce CD (Versione "Deluxe")
1. Edge Of The Mirror (Emma Rose)
2. Total Access (Nevermind, TKO & SOS)
3. The Star IR (Caroline Sunshine)
4. Overtime (Robyn Newman)
5. A Space In The Stars (Drew Seeley)